# Henri Picard (pilote)
Pour les articles homonymes, voir Henri Picard et Picard.
Henri Picard, né le 17 avril 1916 à Etterbeek, mort le 29 mars 1944 dans les environs de Gdańsk, est un pilote belge de Spitfire fait prisonnier durant la Seconde Guerre mondiale.

## Biographie

### Avant guerre
Henri Albert Picard naît à Etterbeek, dans la banlieue de Bruxelles, en Belgique. Il rejoint l'école militaire le 26 décembre 1936 afin de devenir officier au sein des chasseurs ardennais. Lors de sa formation, il développe une fascination pour l'aviation, étend son contrat en novembre 1937 et rejoint l'école d'aéronautique en décembre 1938 pour être formé en tant qu'observateur aérien. Promu sous-lieutenant en juin 1939, il est déterminé à devenir pilote et rejoint l'école de pilotage en janvier 1940,.

### Service durant la guerre
À la suite de l'invasion allemande de la Belgique en mai 1940, l'école est évacuée en France, puis en Algérie et enfin au Maroc. Le 28 juin 1940, il part avec 59 autres élèves pilotes belges de la 83e classe pour Gibraltar puis rejoint le Royaume-Uni par la mer le 14 juillet 1940. Sur la base de Gloucester, il est nommé pilot officer au sein de la Royal Air Force Volunteer Reserve (en) (RAFVR) le 8 novembre 1940 et achève sa formation de pilote en janvier 1941. Le pilote reçoit ensuite sa formation opérationnelle en Écosse au sein de la No. 58 Operational Training Unit (en) sur la base de Grangemouth (en) en juillet 1941. En août, il rejoint l'escadrille belge du No. 131 Squadron (en).
Le 28 septembre 1941, alors qu'il est au roulage sur la piste de la base de Atcham (en), Henri Picard ne voit pas un Miles Magister et entre en collision avec lui. Le 14 novembre 1941, il est affecté à la 350e escadrille sur la base de Valley (en) au Pays de Galles où il effectue des missions d'escorte de convoi à bord d'un Spitfire. En avril 1942, l'unité rejoint la base de Kenley pour effectuer des missions de chasse au-dessus de la France occupée,,.

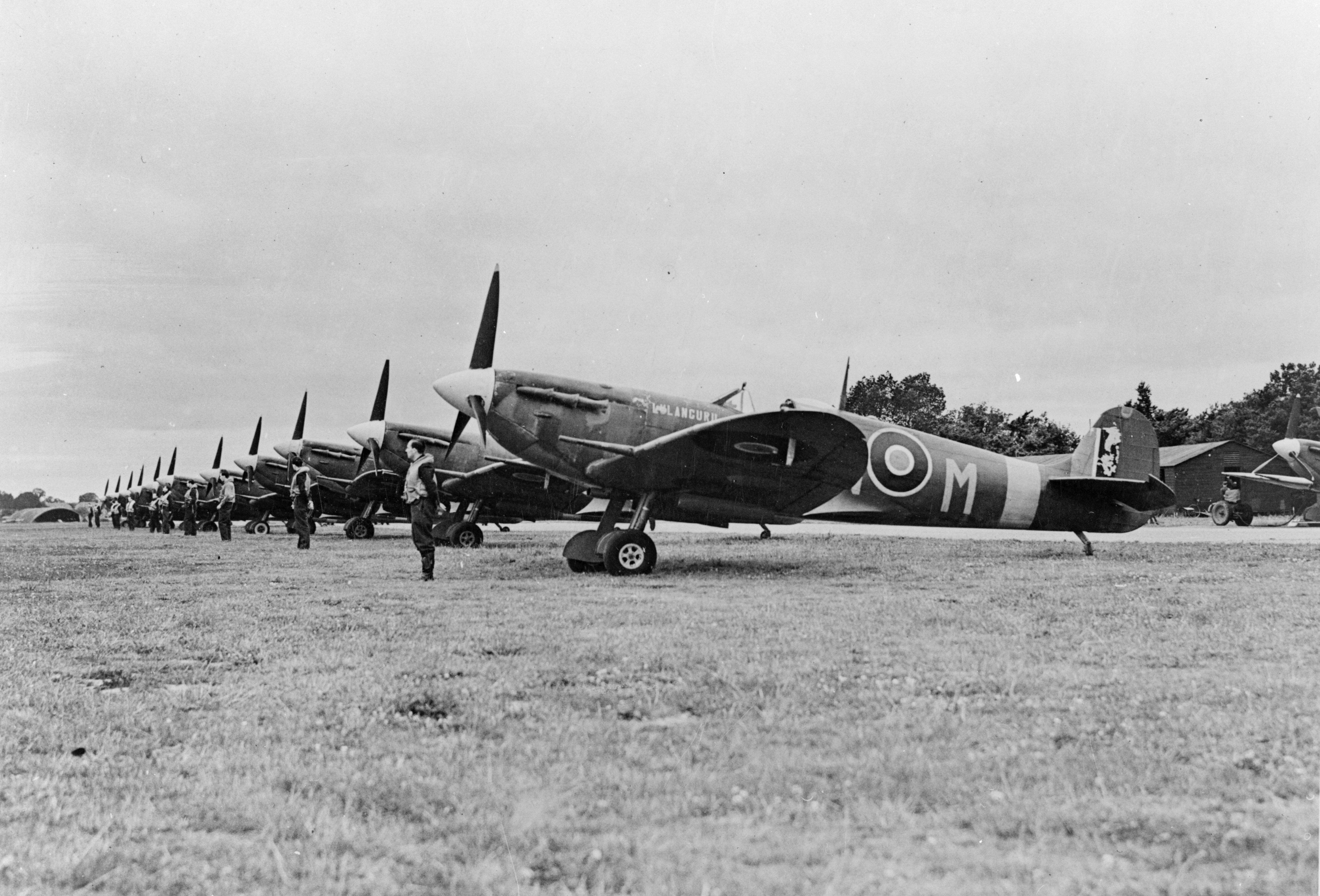
Spitfire du No. 350 Squadron sur la base de RAF Kenley

Henri Picard reçoit la Croix de Guerre avec deux palmes après avoir abattu deux chasseurs Focke-Wulf Fw 190 de la Luftwaffe au-dessus de Sangatte le 29 juin 1942. Le 16 août 1942, à bord d'un Spitfire Mark Vb (numéro de série "EN796"), il participe à une opération d'attaque au sol à basse altitude près de Merville au cours de laquelle l'un de ses équipiers pilote atterrit en crash après avoir percuté un château d'eau. Henri Picard rejoint sa base seul, son avion étant gravement endommagé à la suite d'une collision avec des câbles de haute tension.
Le pilote belge participe également aux combats aériens soutenant les débarquements amphibies à Dieppe le 19 août 1942, et partage la destruction d'un Focke-Wulf FW 190 de la Luftwaffe.

### Prisonnier de guerre
Le 27 août 1942, Picard participe à une mission sur la France occupée connue sous le nom de "Circus 208" à bord d'un Spitfire (numéro de série «BM297») au cours de laquelle il est abattu par un Focke-Wulf Fw 190 au-dessus de la Manche dans la zone d'Abbeville. Le même jour, le pilote norvégien Halldor Espelid (en), qui participera également à la "grande évasion", est abattu et fait prisonnier à quelques kilomètres de distance. Picard se parachute blessé en mer et passe près de 6 jours à la dérive avant d'être amené par le courant sur la côte française et d'être fait prisonnier de guerre.
À la suite de son rétablissement à l'hôpital, Picard est conduit en tant que prisonnier no 685 au camp du Stalag Luft III dans la province polonaise de la Basse-Silésie près de la ville de Sagan. Au cours de son séjour en captivité, il est promu Flying officer, puis Flight lieutenant. Étant un artiste méticuleux, il est l'un des cinquante faussaires de documents travaillant aux côtés de Gordon Brettell (en), Romualdas Marcinkus (en) et Tim Walenn (en), et fabrique des répliques parfaites d'armes pour les hommes essayant de s'échapper en uniforme allemand.

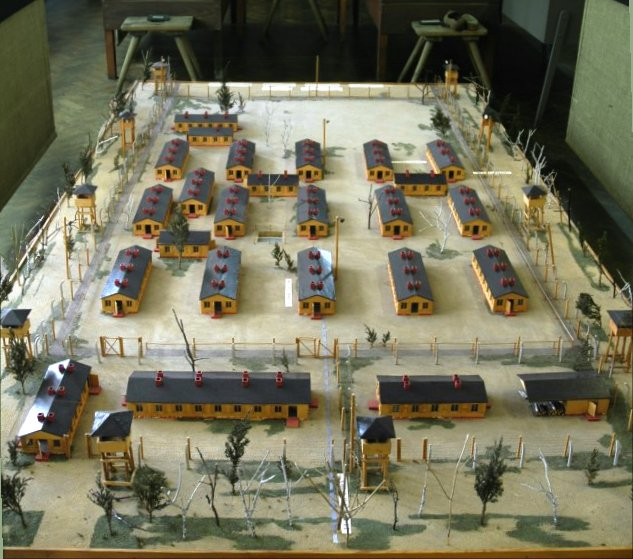
Maquette du camp Stalag Luft III.

### "Grande évasion"
Henri Picard est l'un des 76 hommes qui s'échappent du camp de prisonniers dans la nuit du 24 au 25 mars 1944 au cours de la célèbre évasion connue sous le nom de "la Grande Évasion".
Il voyage ensuite au sein d'un groupe de quatre évadés dans lequel Gordon Brettell (en) et Picard se font passer pour des français et Romualdas Marcinkus (en) et Tim Walenn (en) pour des Lituaniens. Tous se faisant passer pour des ouvriers étrangers, ils réussissent à monter à bord d'un train en direction de Francfort, puis de Danzig. Ils ont alors très probablement l'intention de rejoindre la province de Prusse-Orientale et la frontière lituanienne dans l'espoir de traverser la mer Baltique pour la Suède neutre. Quand les Allemands découvrent l'évasion, ils commencent une chasse à l'homme. Durant la cavale, Picard et ses compagnons sont capturés par la Gestapo près de Schneidemühl le 26 mars.
Le groupe de quatre est amené au Stalag XX-B (en), et passe la nuit là-bas. Le lendemain, ils sont remis à la Gestapo de Danzing puis emmenés dans une forêt près de Prusce où ils sont exécutés. Le 29 mars, le corps du pilote belge est incinéré dans le crématorium de la Gestapo de Danzig,.
Picard est l'un des cinquante évadés désignés par le SS-Gruppenfuhrer Arthur Nebe pour être tués, cela explique son exécution par la Gestapo,,.
À l'origine, ses restes sont enterrés à Sagan, mais il est maintenant enterré dans une partie du vieux cimetière de garnison de Poznań à côté de ses camarades évadés.
Son nom est inscrit sur le "Memorial North Weald" de St Andrews Church de North Weald.

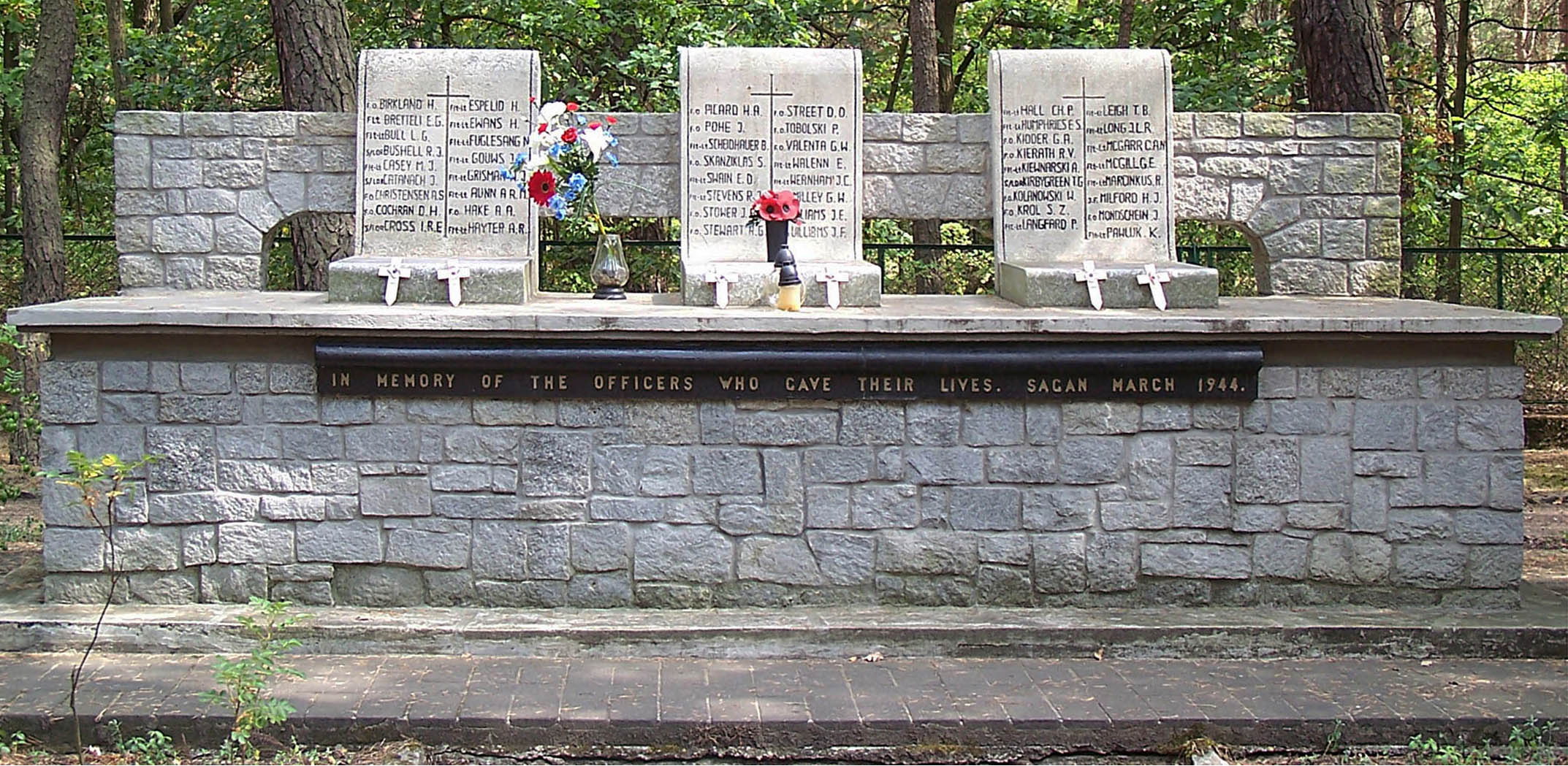
Mémorial des "cinquante", les pilotes alliés exécutés après la "Grande Évasion"

Une plaque commémorative à son nom est dévoilée sur la base de Beauvechain le 1er décembre 1951.
Certains de ses documents privés de 1940 son conservés dans l'Imperial War Museum à Londres.

## Décorations
- Ordre de Léopold, Chevalier[29].
- Croix de guerre avec 2 palmes pour sa victoire face à deux pilote allemands[30],[1], reçue le 21 juillet 1942[27].
- Citation militaire britannique, remise en juin 1944 par la Royal Air Force pour son courage en tant que prisonnier de guerre, car aucune des autres décorations britanniques pertinentes ne pouvait alors être accordée à titre posthume.